# Hare Psychopathy Checklist
La Psychopathy Checklist o Hare Psychopathy Checklist-Revised, adesso nominata Psychopathy Checklist-Revised (acronimo: PCL-R), è un test psicologico per la valutazione della psicopatia negli individui. Si tratta di un inventario composto da 20 item riguardo a tratti di personalità percepiti e comportamenti registrati, destinato a essere completato sulla base di un'intervista semi-strutturata insieme a una revisione di "informazioni collaterali" come i registri ufficiali.

## Storia
La PCL è stata originariamente sviluppata negli anni '70 dallo psicologo canadese Robert D. Hare per l'uso in alcuni esperimenti psicologici. Il test è basato in parte dal lavoro di Hare sui criminali e detenuti maschi di Vancouver, e in parte dall'influente lavoro clinico dello psichiatra americano Hervey M. Cleckley, pubblicato nel 1941.
Il punteggio ottenuto potrebbe avere conseguenze importanti per il futuro del soggetto esaminato, per cui il test deve essere utilizzato e somministrato in modo particolarmente accurato. Hare sostiene che il test deve essere considerato valido solo se somministrato da un clinico adeguatamente qualificato ed esperto, sotto condizioni scientificamente standardizzate, controllate e autorizzate. Hare ottenne le royalty sull'uso autorizzato del test.
In termini psicometrici, la versione attuale della checklist ha due fattori (insiemi di punteggi correlati) che correlano circa 0,5 l'uno con l'altro, con Fattore Uno più vicino al concetto di personalità originale di Cleckley, rispetto al Fattore Due. La checklist di Hare non include le "caratteristiche di aggiustamento positivo" che Cleckley aveva invece considerato.

## Descrizione
La PCL è una scala composta da venti item ognuno dei quali indica tre valori (0, 1, 2) sotteso a due fattori.
Il Fattore 2 è associato a deficit comportamentali o ad uno stile di vita antisociale, più precisamente: la rabbia reattiva, l'ansia, un aumento dei tentativi di suicidio, criminalità e violenza impulsiva. Il Fattore 1, al contrario, è associato al deficit di personalità o al narcisismo aggressivo, e più precisamente: estroversione ed effetto positivo. Nel Fattore 1, i cosiddetti tratti principali della personalità di psicopatia, possono anche essere utili per lo psicopatico (in termini di non funzionamento dei devianti sociali) Entrambe le analisi di caso e le interviste semi-strutturate sono usate per l'analisi.

### PCL-R item
La PCL-R è composta da 20 item. Essi indagano la sfera affettiva, interpersonale e le caratteristiche comportamentali dell'individuo.
Ogni item è valutato su un punteggio da zero a due. La somma totale determina l'ampiezza della psicopatia di una persona:
- Fattore 1: narcisismo aggressivo.

1. Fascino superficiale;
2. Senso di sé grandioso;
3. Menzogna patologica;
4. Impostore / manipolativo;
5. Assenza di rimorso o senso di colpa;
6. Affettività superficiale;
7. Mancanza di empatia;
8. Mancanza di accettazione della responsabilità per le proprie azioni.

- Fattore 2: stile di vita socialmente deviante.

1. Bisogno di stimoli / propensione alla noia;
2. Stile di vita parassitario;
3. Scarso controllo comportamentale;
4. Promiscuità nel comportamento sessuale;
5. Mancanza di obiettivi realistici / a lungo termine;
6. Impulsività;
7. Irresponsabilità;
8. Delinquenza minorile;
9. Problemi comportamentali precoci;
10. Revoca della libertà condizionale;
11. Molte relazioni coniugali a breve termine;
12. Versatilità criminale.

Un problema relativo alla valutazione di soggetti che possono presentare caratteristiche affettive, relazionali e comportamentali associati alla psicopatia, è la capacità di superare i pregiudizi di genere quando le caratteristiche psicopatiche sono presenti nelle femmine. La Hare Psychopathy Checklist Revised ha sia percentili e tabelle T-score per i trasgressori di sesso maschile e femminile.